# Leo von Carlowitz
Heinrich Leo von Carlowitz (* 18. September 1846 in Leipzig; † 12. November 1907 in Dresden) war ein sächsischer Generalleutnant.

## Leben

### Herkunft
Leo entstammt dem 1. Zweig Ottendorf des 2. Astes des meißnischen Adelsgeschlechts Carlowitz. Sein Vater Adolf von Carlowitz (1809–1858) war königlich-sächsischer Hauptmann sowie Herrn auf Cratze und Fichte. Seine Mutter war Antonie, geborene Sahr (1819–1890). Er hatte noch drei Geschwister, darunter der sächsische Generalmajor Hans von Carlowitz (1849–1904).

### Militärkarriere
Carlowitz trat nach dem Besuch des Dresdner Kadettenhauses am 1. April 1865 als Portepeejunker in das 2. Jäger-Bataillon der Sächsischen Armee ein und avancierte ein Jahr später mit Patent vom 16. Juli 1864 zum Leutnant im 1. Jäger-Bataillon. In dieser Eigenschaft nahm er im Krieg gegen Preußen an den Schlachten bei Gitschin und Königgrätz teil. Nach dem Krieg stieg Carlowitz Anfang April 1868 zum Oberleutnant auf und wirkte als Wirtschaftsoffizier sowie als Adjutant im Bataillon. Ab 1870 war er als Adjutant der 2. Division Nr. 24 kommandiert und nahm in dieser Eigenschaft im Krieg gegen Frankreich an den Kämpfen bei Gravelotte, Beaumont, Sedan und Villiers sowie vor Paris teil. Für sein Verhalten wurde er mit dem Ritterkreuz des Verdienstordens und des Albrechts-Ordens mit Kriegsdekoration sowie dem Eisernen Kreuz II. Klasse ausgezeichnet.
Unter Belassung in seinem Kommando wurde Carlowitz nach dem Friedensschluss 1872 in das 2. Jäger-Bataillon Nr. 13 versetzt und avancierte Anfang November 1873 zum Hauptmann à la suite des 1. Jäger-Bataillons Nr. 12. Mit der Ernennung zum Kompaniechef im Schützen-(Füsilier-)Regiment „Prinz Georg“ Nr. 108 trat er im November 1874 in den Truppendienst zurück. Unter Stellung à la suite des Regiment erfolgte im September 1878 seine Versetzung als Kompaniechef auf den Etat des Kadettenkorps. Mitte September 1882 erhielt Carlowitz den Charakter als Major und Ende Juni 1884 das Patent zu seinem Dienstgrad. Zudem wurde ihm die Erlaubnis zur Annahme des Roten Adlerordens IV. Klasse und des Kommandeurkreuzes des Portugiesischen Christusordens erteilt. Am 18. September 1885 trat er als überzähliger Major zum 2. Grenadier-Regiment Nr. 101 „Kaiser Wilhelm, König von Preußen“ über, wurde im Jahr darauf Kommandeur des I. Bataillons und am 23. Mai 1887 unter Stellung à la suite des Kriegsministeriums zum Kommandeur des Kadettenkorps ernannt. Ende März 1889 avancierte Carlowitz mit Wirkung zum 1. April 1889 zum Oberstleutnant. Er war vom 29. April 1890 bis zum 23. März 1893 Kommandeur des 1. Jäger-Bataillons Nr. 12. Daran schloss sich mit der Beförderung zum Oberst eine Verwendung als Kommandeur des 3. Infanterie-Regiments Nr. 102 „Prinzregent Luitpold von Bayern“ an. Für das ihm von seinem  Regimentschef verliehene Komtur des Militärverdienstordens erhielt Carlowitz Mitte Mai 1893 die Erlaubnis zur Annahme. Am 31. Mai 1895 erfolgte seine Ernennung zum Kommandeur des 1. (Leib-)Grenadier-Regiments Nr. 100 und in dieser Eigenschaft erhielt er das Komtur II. Klasse des Albrechts-Ordens sowie die Erlaubnis zur Annahme des Ordens der Heiligen Anna II. Klasse mit Brillanten. Mit einem Patent vom 18. Oktober 1896 wurde Carlowitz am 24. März 1897 Generalmajor und Kommandeur der 2. Infanterie-Brigade Nr. 46, bis man ihn schließlich am 17. April 1899 in Genehmigung seines Abschiedsgesuches mit Pension und der Erlaubnis zum Tragen seiner Generalsuniform mit den vorgeschriebenen Abzeichen zur Disposition stellte. Nach seiner Verabschiedung erhielt er am 25. Mai 1899 den Charakter als Generalleutnant.
Carlowitz war Mitbesitzer der Güter Cratza und Fichte mit zusammen 428 ha.

### Familie
Er hatte sich am 23. Oktober 1873 in Leipzig mit Lucia Göhring (* 1852) verheiratet. Aus der Ehe gingen die Töchter Ellen (* 1874) und Dorothea (* 1879) hervor.